# Associazione Calcio Prato 2017-2018
Questa voce raccoglie le informazioni riguardanti l'Associazione Calcio Prato nelle competizioni ufficiali della stagione 2017-2018.

## Stagione
Nella stagione 2017-2018 il Prato disputa il girone A  del campionato di Serie C, raccoglie 26 punti con l'ultimo posto in classifica e retrocede in Serie D dopo 42 anni. La squadra biancoazzurra allenata da Pasquale Catalano disputa un campionato sempre nelle zone basse della classifica, raccoglie 11 punti nel girone di andata e 15 nel girone di ritorno. Qualcosa in più arriva dalla Coppa Italia Serie C 2017-2018 dove i "fiordalisi" vincono il girone E di qualificazione superando Robur Siena e Gavorrano, poi nel primo turno ad eliminazione sbancano (1-2) Reggio Emilia, poi negli ottavi di finale perdono a Pontedera (3-2) dopo i tempi supplementari, uscendo a testa alta dal torneo. Il Prato disputa le gare casalinghe allo stadio Ettore Mannucci di Pontedera per l'indisponibilità dello Stadio Lungobisenzio di Prato, per una diatriba tra proprietà ed amministrazione comunale pratese, sulla gestione dell'impianto.

## Divise e sponsor
Per la stagione 2017-2018 lo sponsor tecnico è Kappa, mentre gli sponsor ufficiali sono Gruppo Estra, Cardato Riciclato, Amici di Stefano Turchi, Prato Feels e Chianti Banca.
| 1° divisa | 2° divisa | 3° divisa |

## Organigramma societario
- Presidente: Donatella Toccafondi
- Presidente Onorario: Giannetto Guarducci
- Addetto stampa: Nicola Picconi
- Segretario Generale: Alessio Vignoli
- Responsabile Logistica e Programmazione: Pietro Amantea
- Segretario Settore Giovanile: Fosco Giabbani
- Responsabile Impianto Stadio: Vinicio Pagli

### Staff tecnico
Dal sito internet ufficiale della società.
- Allenatore: Pasquale Catalano
- Allenatore in seconda: Simone Settesoldi
- Preparatore atletico: Lorenzo Cavallaro, Francesco Chiatto
- Allenatore dei portieri: Massimo Di Pasquale

- Massaggiatori: Filippo Bettazzi, Francesco Battaglia
- Biologo nutrizionista: Francesco Galante, Daniele Petrucci
- Responsabile area tecnica: Gianni Califano
- Team manager: Giuseppe Simoni

## Rosa
Rosa aggiornata al 31 gennaio 2018.
| N. |                    | Ruolo | Calciatore           |
| -- | ------------------ | ----- | -------------------- |
| 1  | Senegal (bandiera) | P     | Fallou Sarr          |
| 2  | Italia (bandiera)  | D     | Tommaso Polo         |
| 3  | Italia (bandiera)  | D     | Davide Seminara      |
| 4  | Italia (bandiera)  | C     | Matteo Cavagna       |
| 4  | Italia (bandiera)  | D     | Lorenzo Colli        |
| 5  | Italia (bandiera)  | D     | Riccardo Martinelli  |
| 6  | Italia (bandiera)  | C     | Mattia Bonetto       |
| 7  | Italia (bandiera)  | A     | Tommaso Ceccarelli   |
| 8  | Italia (bandiera)  | C     | Ludovico Gargiulo    |
| 9  | Italia (bandiera)  | A     | Gabriele Vangi       |
| 9  | Italia (bandiera)  | A     | Cristian Carletti    |
| 10 | Italia (bandiera)  | A     | Giammario Piscitella |
| 11 | Italia (bandiera)  | A     | Lorenzo Liurni       |
| 12 | Italia (bandiera)  | A     | Edward Reggiani      |
| 13 | Italia (bandiera)  | D     | Tommaso Cecchi       |
| 14 | Italia (bandiera)  | D     | Giulio Calzolai      |
| 15 | Italia (bandiera)  | C     | Alberto Marini       |

| N. |                     | Ruolo | Calciatore          |
| -- | ------------------- | ----- | ------------------- |
| 15 | Italia (bandiera)   | C     | Andrea Cistana      |
| 17 | Germania (bandiera) | C     | Nicola Guglielmelli |
| 18 | Italia (bandiera)   | A     | Andrea Rozzi        |
| 19 | Italia (bandiera)   | D     | Lino Marzorati      |
| 19 | Italia (bandiera)   | A     | Andrea Bertoli      |
| 20 | Francia (bandiera)  | D     | Louis Démoléon      |
| 20 | Italia (bandiera)   | C     | Raul Zucchetti      |
| 21 | Italia (bandiera)   | C     | Tommaso Fantacci    |
| 22 | Italia (bandiera)   | P     | Fabrizio Alastra    |
| 23 | Italia (bandiera)   | D     | Daniele Ghidotti    |
| 24 | Italia (bandiera)   | D     | Andrea Badan        |
| 24 | Italia (bandiera)   | D     | Luca Coccolo        |
| 25 | Georgia (bandiera)  | A     | Roman Chanturia     |
| 26 | Italia (bandiera)   | A     | Francesco Di Nolfo  |
| 26 | Italia (bandiera)   | A     | Luca Orlando        |
| 30 | Nigeria (bandiera)  | A     | Franklyn Akammadu   |
| 32 | Italia (bandiera)   | D     | Nicolò Casale       |

## Risultati

### Serie C

#### Girone di andata
| Arbitro: | Gualtieri (Asti) |

|                                 |           |                |
| Tortori 15’, 20’ Vandeputte 58’ | Marcatori | 44’ Ceccarelli |

| Arbitro: | I. Guida (Salerno) |

|                     |           |                     |
| Gasbarro 15’ (aut.) | Marcatori | 87’ (rig.) Pedrelli |

| Arbitro: | Nicoletti (Catanzaro) |

|                  |           |                  |
| Dell'Agnello 10’ | Marcatori | 42’ Guglielmelli |

| 17 settembre 2017 4ª giornata |  | – Turno di riposo Prato |  |  |

| Arbitro: | Acanfora (Castellammare di Stabia) |

|               |           |  |
| Chanturia 23’ | Marcatori |  |

| Arbitro: | Carella (Bari) |

|                                 |           |  |
| Giannone 53’ Mannini 79’ (rig.) | Marcatori |  |

| Arbitro: | Camplone (Pescara) |

|                            |           |                                                         |
| Ceccarelli 11’, 59’ (rig.) | Marcatori | 28’ Vassallo 39’ K. Piscopo 55’, 76’ Coralli 75’ Biasci |

| Arbitro: | De Angeli (Abbiategrasso) |

|                         |           |  |
| M. Marconi 90+4’ (rig.) | Marcatori |  |

| Arbitro: | Rutella (Enna) |

|                     |           |                                              |
| Ceccarelli 16’, 81’ | Marcatori | 26’ Ponsat 29’ (aut.) Alastra 49’ Tentardini |

| Arbitro: | Gariglio (Pinerolo) |

|                                   |           |                                          |
| Belfasti 6’ Alessandro 59’ (rig.) | Marcatori | 44’ (rig.) Ceccarelli 79’ (aut.) Messina |

| Arbitro: | Di Cairano (Ariano Irpino) |

|               |           |  |
| Surraco 90+4’ | Marcatori |  |

| Arbitro: | Longo (Paola) |

|              |           |                                                   |
| Fantacci 79’ | Marcatori | 16’ Pergreffi 36’ Romero 71’ Bini 83’ T. Morosini |

| Lucca 8 novembre 2017, ore 16:30 CET 13ª giornata | Lucchese                | 0 – 0 referto | Prato | Stadio Porta Elisa (1 791 spett.)\| Arbitro: \| Cosso (Reggio Calabria) \| |
| Arbitro:                                          | Cosso (Reggio Calabria) |               |       |                                                                            |

| Arbitro: | Rossetti (Ancona) |

|                         |           |                     |
| Fantacci 60’ Liurni 83’ | Marcatori | 11’ Nuvoli 22’ Vano |

| Arbitro: | Cascone (Nocera Inferiore) |

|                                                      |           |  |
| Perico 37’ Bruno 43’, 65’ Chiarello 67’ Bonalumi 90’ | Marcatori |  |

| Arbitro: | De Tullio (Bari) |

|                     |           |  |
| Ogunseye 66’ (aut.) | Marcatori |  |

| Arbitro: | Meleleo (Casarano) |

|                 |           |  |
| Moscardelli 38’ | Marcatori |  |

| Arbitro: | N. Marini (Trieste) |

|  |           |              |
|  | Marcatori | 62’ Spinozzi |

| Arbitro: | De Remigis (Teramo) |

|              |           |  |
| Vassallo 51’ | Marcatori |  |

#### Girone di ritorno
| Arbitro: | D'Ascanio (Ancona) |

|  |           |                                     |
|  | Marcatori | 20’ (rig.) Jefferson 35’ Vandeputte |

| Arbitro: | Santoro (Messina) |

|                                     |           |  |
| Seminara 53’ (aut.) Vantaggiato 74’ | Marcatori |  |

| Arbitro: | Andreini (Forlì) |

|                             |           |  |
| Seminara 21’ Piscitella 70’ | Marcatori |  |

| 28 gennaio 2018 23ª giornata |  | – Turno di riposo Prato |  |  |

| Arbitro: | De Santis (Lecce) |

|             |           |               |
| Moscati 13’ | Marcatori | 62’ Zucchetti |

| Arbitro: | Amabile (Vicenza) |

|                            |           |                     |
| Fantacci 3’ Ceccarelli 45’ | Marcatori | 8’ Negro 84’ Gucher |

| Arbitro: | Raciti (Acireale) |

|                                                          |           |  |
| Bentivegna 26’ (rig.) Vassallo 70’ Tavano 77’ Biasci 81’ | Marcatori |  |

| Arbitro: | Pashuku (Albano Laziale) |

|                           |           |                                      |
| Carletti 28’ Fantacci 84’ | Marcatori | 5’ Piccolo 58’ Nicco 66’ Fischnaller |

| Arbitro: | Clerico (Torino) |

|                                 |           |           |
| D'Errico 61’ (rig.), 68’ (rig.) | Marcatori | 56’ Colli |

| Arbitro: | Sozza (Seregno) |

|                |           |  |
| Ceccarelli 58’ | Marcatori |  |

| Arbitro: | I. Guida (salerno) |

|                               |           |                        |
| Regoli 7’ (aut.) Carletti 20’ | Marcatori | 50’ Picchi 73’ Minardi |

| Arbitro: | Acanfora (Castellammare di Stabia) |

|             |           |  |
| Pesenti 47’ | Marcatori |  |

| Arbitro: | Feliciani (Teramo) |

|  |           |              |
|  | Marcatori | 74’ Fanucchi |

| Arbitro: | Paterna (Teramo) |

|           |           |                       |
| Peana 78’ | Marcatori | 47’ (rig.) Ceccarelli |

| Arbitro: | Longo (Paola) |

|                                            |           |                         |
| Fantacci 24’ Piscitella 32’ Ceccarelli 72’ | Marcatori | 41’ Iovine 70’ F. Perna |

| Arbitro: | Moriconi (Roma) |

|           |           |                         |
| Iotti 56’ | Marcatori | 45+2’ (rig.) Ceccarelli |

| Pontedera 22 aprile 2018, ore CEST 36ª giornata | Prato             | 0 – 0 | Arezzo | Stadio Ettore Mannucci\| Arbitro: \| Perotti (Legnano) \| |
| Arbitro:                                        | Perotti (Legnano) |       |        |                                                           |

| Arbitro: | Raciti (Acireale) |

|                             |           |  |
| Pinzauti 5’ M. Gargiulo 80’ | Marcatori |  |

| Arbitro: | Zufferli (Udine) |

|                           |           |                               |
| Orlando 5’ Ceccarelli 30’ | Marcatori | 26’, 38’ Marotta 76’ Emmausso |

### Coppa Italia Serie C

#### Fase a gironi
| Squadra   | P.ti | G | V | N | P | GF | GS | DR |
| --------- | ---- | - | - | - | - | -- | -- | -- |
| Prato     | 4    | 2 | 1 | 1 | 0 | 2  | 1  | +1 |
| Siena     | 2    | 2 | 0 | 2 | 0 | 2  | 2  | 0  |
| Gavorrano | 1    | 2 | 0 | 1 | 1 | 1  | 2  | -1 |

| Arbitro: | Maranesi (Ciampino) |

|               |           |                     |
| Cristiani 53’ | Marcatori | 56’ (rig.) Lombardi |

| Arbitro: | Colombo (Como) |

|               |           |             |
| Marzorati 67’ | Marcatori | 41’ Marotta |

| Arbitro: | Chindemi (Viterbo) |

|  |           |            |
|  | Marcatori | 62’ Liurni |

#### Fase ad eliminazione diretta
| Arbitro: | Lorenzin (Castelfranco Veneto) |

|            |           |                     |
| Chakir 10’ | Marcatori | 25’ Rozzi 38’ Vangi |

| Arbitro: | Annaloro (Collegno) |

|                                             |           |                                |
| Benericetti 7’ G. Pandolfi 50’ Posocco 102’ | Marcatori | 21’ (aut.) Romiti 72’ Fantacci |

## Statistiche

### Statistiche di squadra
| Competizione         | Punti | In casa | In casa | In casa | In casa | In casa | In casa | In trasferta | In trasferta | In trasferta | In trasferta | In trasferta | In trasferta | Totale | Totale | Totale | Totale | Totale | Totale | DR  |
| Competizione         | Punti | G       | V       | N       | P       | Gf      | Gs      | G            | V            | N            | P            | Gf           | Gs           | N      | P      | Gf     | Gs     |        |        | DR  |
| -------------------- | ----- | ------- | ------- | ------- | ------- | ------- | ------- | ------------ | ------------ | ------------ | ------------ | ------------ | ------------ | ------ | ------ | ------ | ------ | ------ | ------ | --- |
| Serie C              | 26    | 18      | 5       | 5       | 8       | 24      | 31      | 18           | 0            | 6            | 12           | 8            | 31           | 36     | 5      | 11     | 20     | 32     | 62     | -30 |
| Coppa Italia Serie C | 4     | 1       | 0       | 1       | 0       | 1       | 1       | 3            | 1            | 1            | 1            | 5            | 4            | 4      | 1      | 2      | 1      | 6      | 5      | +1  |
| Totale               | 30    | 19      | 5       | 6       | 8       | 25      | 32      | 21           | 1            | 7            | 13           | 13           | 35           | 40     | 6      | 13     | 21     | 38     | 67     | -29 |

### Andamento in campionato
| Giornata  | 1  | 2  | 3  | 4  | 5  | 6  | 7  | 8  | 9  | 10 | 11 | 12 | 13 | 14 | 15 | 16 | 17 | 18 | 19 | 20 | 21 | 22 | 23 | 24 | 25 | 26 | 27 | 28 | 29 | 30 | 31 | 32 | 33 | 34 | 35 | 36 | 37 | 38 |
| --------- | -- | -- | -- | -- | -- | -- | -- | -- | -- | -- | -- | -- | -- | -- | -- | -- | -- | -- | -- | -- | -- | -- | -- | -- | -- | -- | -- | -- | -- | -- | -- | -- | -- | -- | -- | -- | -- | -- |
| Luogo     | T  | C  | T  | -  | C  | T  | C  | T  | C  | T  | T  | C  | T  | C  | T  | C  | T  | C  | T  | C  | T  | C  | -  | T  | C  | T  | C  | T  | C  | C  | T  | C  | T  | C  | T  | C  | T  | C  |
| Risultato | P  | N  | N  | -  | V  | P  | P  | P  | P  | N  | P  | P  | N  | N  | P  | V  | P  | P  | P  | P  | P  | V  | -  | N  | N  | P  |    |    |    |    |    |    |    |    |    |    |    |    |
| Posizione | 18 | 16 | 16 | 17 | 13 | 15 | 17 | 18 | 18 | 17 | 18 | 18 | 18 | 18 | 19 | 18 | 19 | 19 | 19 | 19 | 19 | 18 | 19 | 18 | 18 | 19 |    |    |    |    |    |    |    |    |    |    |    |    |

Legenda:

Luogo: C = Casa; T = Trasferta. Risultato: V = Vittoria; N = Pareggio; P = Sconfitta.